# Alvignano
Alvignano là một đô thị ở tỉnh Caserta trong vùng Campania của Ý, có vị trí cách khoảng 45 km về phía bắc của Napoli và khoảng 20 km về phía bắc của Caserta. Tại thời điểm ngày 31 tháng 12 năm 2004, đô thị này có dân số 4.938 người và diện tích là 37,6 km².
Alvignano giáp các đô thị: Alife, Caiazzo, Dragoni, Gioia Sannitica, Liberi, Ruviano.